# Municipio de Nevins
El municipio de Nevins (en inglés: Nevins Township) es un municipio ubicado en el condado de Vigo en el estado estadounidense de Indiana. En el año 2010 tenía una población de 1975 habitantes y una densidad poblacional de 24,81 personas por km².

## Geografía
El municipio de Nevins se encuentra ubicado en las coordenadas 39°33′0″N 87°14′51″O / 39.55000, -87.24750. Según la Oficina del Censo de los Estados Unidos, el municipio tiene una superficie total de 79.62 km², de la cual 79,16 km² corresponden a tierra firme y (0,57 %) 0,46 km² es agua.

## Demografía
Según el censo de 2010, había 1975 personas residiendo en el municipio de Nevins. La densidad de población era de 24,81 hab./km². De los 1975 habitantes, el municipio de Nevins estaba compuesto por el 98,33 % blancos, el 0,81 % eran afroamericanos, el 0,05 % eran amerindios, el 0,1 % eran asiáticos, el 0,1 % eran de otras razas y el 0,61 % eran de una mezcla de razas. Del total de la población el 0,66 % eran hispanos o latinos de cualquier raza.